# Người Asmat
Người Asmat là một dân tộc thiểu số bản địa ở New Guinea, có dân số ước tính là 70.000 người sống trong tỉnh Papua thuộc Indonesia. Cuộc sống của dân tộc này chủ yếu dựa vào môi trường tự nhiên, săn bắt và hái lượm. Ngoài ra họ còn trồng cây cao lương và đánh bắt các loại hải sản ngoài biển để làm thức ăn. Họ sinh sống thành bộ lạc, quây quần trong thành từng nhóm và duy trì chế độ đa thê. Cấu trúc nhà ở của người Asmat khá đặc biệt, họ thường làm những ngôi nhà bằng gỗ cách xa so với mặt đất nhằm phòng tránh nước lũ, hoặc nhà tròn lợp cỏ. Asmat là một sắc tộc sống định cư và biết áp dụng công nghệ hiện đại vào phát triển nông nghiệp và bảo tồn đa dạng sinh học trên đảo New Guinea. Đây là một trong số ít những sắc tộc có ý thức bảo vệ môi trường sống rất tốt.